# Sommet Corées-États-Unis de 2019
Le Sommet Corées-États-Unis de 2019 est un sommet d’une journée, du 30 juin 2019 qui s’est tenu dans la zone coréenne démilitarisée (DMZ) entre le président nord-coréenne Kim Jong-un, le président américain Donald Trump et le président sud-coréen Moon Jae-in, à la suite du sommet du G20 à Osaka en 2019. Trump a franchi la frontière à 15h45 (GMT +9) le 30 juin, marquant pour la première fois de l'histoire la présence d'un président américain sur le sol nord-coréen,,. La fille et le gendre de Trump, les conseillers présidentiels Ivanka Trump et Jared Kushner, Harry B. Harris Jr. ont également assisté au sommet,,.

## Contexte
Un certain nombre d'autres présidents des États-Unis s'étaient déjà rendus auparavant dans la zone démilitarisée de Corée et avaient vu la Corée du Nord à l'aide de jumelles, mais aucun n'avait précédemment rencontré les dirigeants de la Corée du Nord, ni ne s'était réellement rendu sur le territoire nord-coréen,.
Trump et Kim se sont précédemment réunis lors d'un sommet les 27 et 28 février 2019 dans la capitale vietnamienne de Hanoi sur le problème nucléaire,. À Hanoï, la Corée du Nord a demandé la suppression de toutes les sanctions économiques importantes et en retour, de réduire partiellement sa capacité à construire de nouvelles armes nucléaires, tout en conservant son arsenal nucléaire existant. Trump, quant à lui, a proposé une aide économique à la Corée du Nord en échange de la dénucléarisation. Les deux pays ne sont pas parvenus à un accord et les négociations se sont finalement soldées par un échec,. Au lendemain de Hanoï, les médias nord-coréens ont « dénoncé avec colère la position américaine » mais « se sont abstenus de critiquer directement Trump et ont même évoqué les relations positives entre les deux dirigeants, un sentiment constamment repris par Trump lui-même ».
Le 12 juin 2019, Trump a déclaré aux journalistes qu'il avait reçu une « belle lettre » de Kim, « très personnelle, très chaleureuse, très gentille », louant le leadership de Kim et indiquant que la lettre était un signe de reprise des pourparlers. Kim a reçu une réponse de Trump le 23 juin 2019, qu’il a louée comme « excellente ». Les médias d'État nord-coréens ont déclaré que « appréciant la faculté de jugement politique et le courage extraordinaire du président Trump, Kim Jong Un a déclaré qu'il envisagerait sérieusement un contenu intéressant ».

## Annonce
Le 24 juin 2019, la Maison Bleue a confirmé que Trump se rendrait en Corée du Sud le 30 juin et que la Maison-Blanche tentait de planifier une visite dans la zone démilitarisée de Corée. Le matin du 29 juin, Trump, qui assistait au sommet du G20 à Osaka, au Japon, a tweeté : « Si le président Kim de la Corée du Nord voyait cela, je le rencontrerais à la frontière/DMZ juste pour lui serrer la main et dire bonjour (?)! » Cinq heures plus tard, le ministre des Affaires étrangères de la Corée du Nord, Ri Yong-ho, a demandé aux États-Unis d’émettre une demande officielle. Dans la soirée du même jour, Ri Yong-ho a rencontré à Panmunjom Stephen Biegun, représentant spécial du département d'État américain pour la Corée du Nord, en vue de la préparation du sommet,,.
Au cours du Sommet entre la Corée du Sud et les États-Unis, le président sud-coréen Moon Jae-in a annoncé que Trump rencontrerait Kim lors de sa visite dans la zone démilitarisée. Moon a présagé qu'une poignée de main entre Trump et Kim au niveau de la zone démilitarisée constituerait un « jalon » pour les efforts de dénucléarisation sur la péninsule.
Bien que la réunion ait été présentée comme une réunion spontanée ou impromptue, Kim et Trump avaient échangé des lettres plus tôt dans le mois. Andrei Lankov de l'université Kookmin a déclaré « qu'il était inconcevable que les dirigeants de deux puissances puissantes aient organisé une réunion à une date aussi rapprochée ». Il a qualifié cette réunion de « manifestation conçue pour envoyer un message politique sans susciter d'espoir quant aux progrès réels. ».

## Sommet

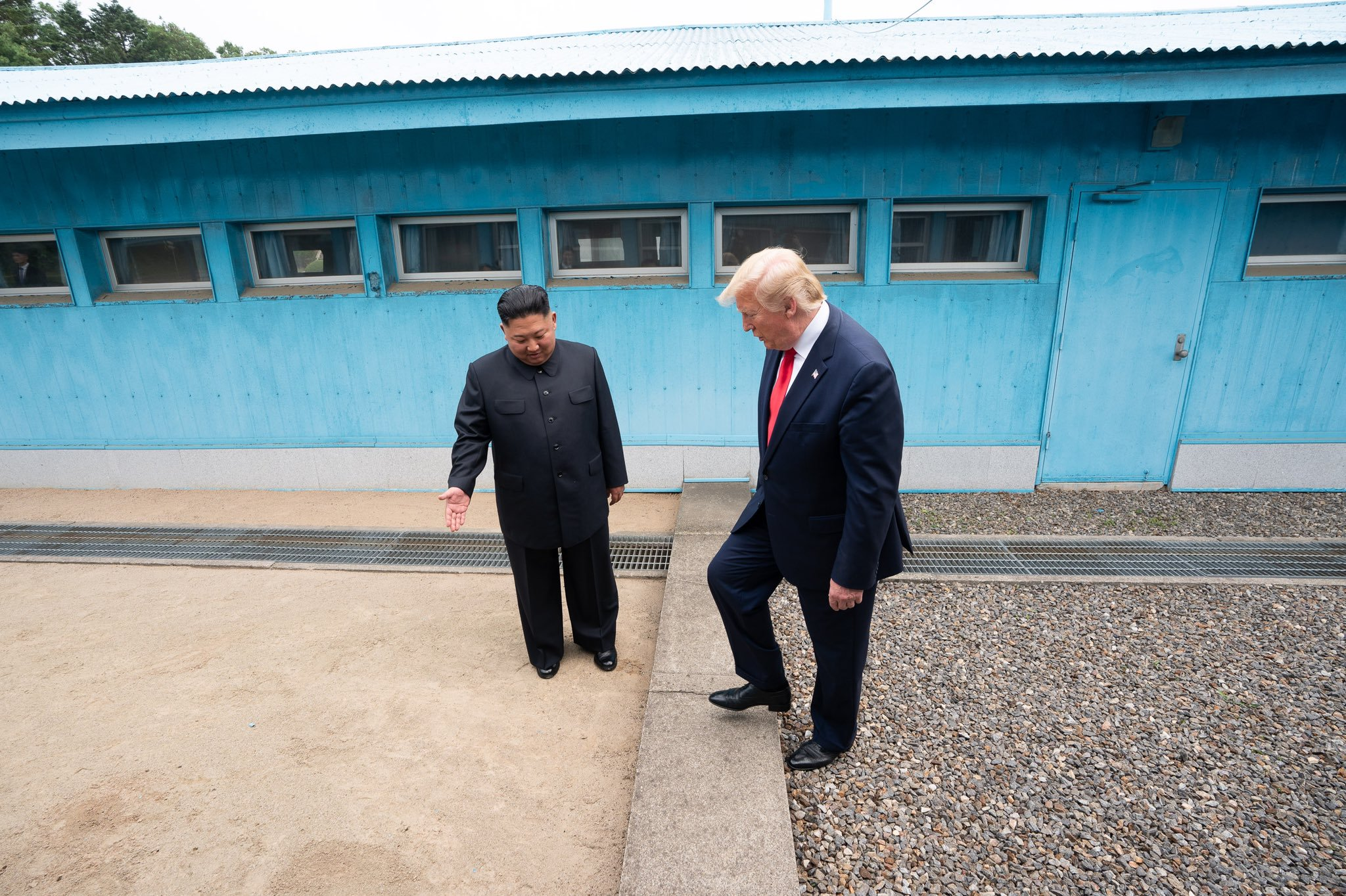
Donald Trump pénètre sur le territoire de la Corée du Nord

À la suite des conclusions du sommet du G20 d'Osaka en 2019 au Japon, le 30 juin 2019, Trump et le président sud-coréen Moon Jae-in ont visité la zone démilitarisée avant la réunion avec le dirigeant nord-coréen Kim Jong-un. Kim a invité Trump à franchir la frontière (traversant la Ligne de démarcation militaire) et est brièvement resté sur le sol nord-coréen avant de revenir en Corée du Sud avec Kim,. Trump est ainsi devenu le premier président américain à poser le pied en Corée du Nord Avant de traverser la Corée du Nord, Kim a déclaré à Trump en anglais : « C'est un plaisir de vous revoir » et « Je ne m'attendais pas à vous rencontrer à cet endroit », et a serré la main de Trump.
Trump a déclaré que c'était « mon honneur » d'entrer en Corée du Nord. Au cours de leur réunion, Trump a également invité Kim à la Maison-Blanche, bien qu’il ait reconnu par la suite que cela ne se produirait probablement pas à court terme. Trump a déclaré à propos de Kim : « Beaucoup de choses vraiment formidables se passent, des choses formidables. Nous nous sommes rencontrés et nous nous sommes aimés dès le premier jour, et c'était très important. ». Moon a rejoint plus tard Trump et Kim, et les dirigeants ont discuté pendant un bref moment avant que Kim et Trump ne tiennent une réunion privée de 53 minutes à l’intérieur de Maison de la liberté (dans la Joint Security Area),.
La conseillère principale de Trump, Ivanka Trump, le conseiller principal, Jared Kushner, le secrétaire au Trésor, Steven Mnuchin, et l'ambassadeur des États-Unis en Corée du Sud, Harry B. Harris Jr., ont accompagné Trump dans la zone démilitarisée,,,,. Ivanka Trump a rejoint le président lors de sa rencontre avec Kim,. Moon n'était pas présent, le ministère nord-coréen des Affaires étrangères avait annoncé une semaine auparavant qu'il n'était pas le bienvenu, invitant les autorités sud-coréennes à « s'occuper de leurs affaires à la maison ».
Dans ses remarques après la réunion, Kim a déclaré : « En se réunissant ici, symbole de la division, symbole d'un passé hostile [...] nous montrons au monde que nous avons un nouveau cadeau et c'est annoncé au monde que nous aurons des réunions positives à l'avenir »,,.

## Conséquences
À la suite du sommet sur le nucléaire, les deux parties avaient annoncé la reprise des pourparlers sur le nucléaire « au niveau opérationnel »,. Le secrétaire d’État américain, Mike Pompeo, a déclaré que les négociateurs de l'administration Trump rencontreraient leurs homologues nord-coréens pour reprendre les négociations sur la dénucléarisation à la mi-juillet. Stephen Biegun, envoyé spécial américain en Corée du Nord, dirigerait les négociateurs américains; le négociateur en chef nord-coréen n'a pas été nommé, bien que le diplomate en chef Choe Son-hui ait été considéré comme un choix probable.
David E. Sanger et Michael Crowley, dans une analyse pour le New York Times, ont écrit que, dans la perspective de la réunion, les responsables de l'administration Trump envisageaient en interne la possibilité qu'une nouvelle série de négociations entre les États-Unis et la Corée du Nord peuvent conduire à ce que les États-Unis accepte « un gel du nucléaire, qui perpétuerait le statu quo et accepterait tacitement le Nord comme une puissance nucléaire », plutôt que la dénucléarisation complète.
Selon cette hypothèse, la Corée du Nord arrêterait le développement de son arsenal nucléaire, mais ne démantèlerait aucune des 20 à 60 armes nucléaires existantes estimées déjà dans ses stocks, et ne restreindrait pas ses capacités en missiles balistiques. Biegun a déclaré que les commentaires sur ses hypothèses possibles étaient spéculatifs et a déclaré qu'il « ne préparait aucune nouvelle proposition pour le moment ».
Le 11 juillet, le Commandement des Nations Unies a publié son évaluation stratégique officielle des capacités de missiles balistiques ICBM en Corée du Nord, concluant que les Hwasong-14 et Hwasong-15 du Nord sont capables de frapper la plupart ou la totalité du continent américain.
Lors de sa rencontre avec Kim en juin 2018 à Singapour, Trump s'est engagé à mettre fin à ce qu'il a appelé des exercices militaires conjoints « très provocants » entre les États-Unis et la Corée du Sud. Les États-Unis ont par la suite réduit le nombre et la portée des exercices pour « soutenir les efforts diplomatiques », sans toutefois cesser de les mener .
Le 16 juillet 2019, à la suite de la réunion dans la DMZ, le ministère des Affaires étrangères de la Corée du Nord a accusé les États-Unis de « renoncer unilatéralement à ses engagements » et a suggéré qu'ils pourraient reprendre les essais nucléaires et les missiles et annuler les pourparlers si des exercices militaires conjoints américano-sud-coréens étaient continués,.
Le même jour, Trump a déclaré que « le temps n’était pas essentiel » et qu’il n’était « absolument pas pressé ». Une semaine plus tard, Kim inspectait un nouveau sous-marin nord-coréen, dont les analystes pensent qu'il est conçu pour porter des missiles balistiques. Kim a de nouveau averti les États-Unis de ne pas organiser ses exercices militaires annuels avec la Corée du Sud. Le différend sur les exercices prévus a bloqué les plans de négociations nucléaires entre les États-Unis et la Corée du Nord et a soulevé des questions quant à savoir si les discussions allaient avancer ou non.
Le 10 septembre, Trump a limogé le conseiller à la sécurité nationale, John Bolton, affirmant qu'il était fermement en désaccord avec la suggestion de Bolton d'appliquer le modèle libyen à l'accord nucléaire nord-coréen et de mentionner Mouammar Kadhafi,,.
Le 5 octobre, des responsables américains et nord-coréens ont tenu des pourparlers sur le nucléaire à Stockholm, en Suède, mais ne sont parvenus à aucun accord. La partie américaine a proposé d'aider la Corée du Nord à développer la zone touristique côtière de Wonsan-Kalma (près de l'aéroport de Kalma). Après la réunion de Stockholm, le négociateur nucléaire en chef de Pyongyang, Kim Myong Gil, a déclaré que la poursuite des négociations dépendrait de la volonté des États-Unis. L’envoyé spécial suédois, Kent Harstedt, a exprimé son optimisme prudent quant à la poursuite des négociations.
En novembre, la mission des Nations unies en Corée du Nord a annoncé que les États-Unis n’avaient fait aucun progrès, bien que deux dirigeants se soient engagés à nouer de nouvelles relations. Le vice-ministre de la RPDC, Choe Son-hui, a déclaré qu'un autre sommet entre les États-Unis et la Corée du Nord serait réalisable si les États-Unis supprimaient « leur politique hostile » à l'égard de Pyongyang. La Corée du Nord a appelé à la fin des exercices militaires conjoints de l'United States Forces Korea.

## Réactions
Andrei Lankov de l'université Kookmin a déclaré que Kim et Trump « avaient besoin de quelque chose de fort sur la forme mais de faible sur le fond » et que la réunion sur la zone démilitarisée visait à transmettre un message politique sans susciter d'espoir quant aux progrès réellement réalisés en vue d'un véritable accord sur le problème nucléaire nord-coréen.

### Corée du Sud
La réunion a été « largement bien accueillie par les milieux politiques sud-coréens », y compris par le Parti Démocrate au pouvoir (dont le président l'a qualifiée de « nouvelle étape vers la paix dans la péninsule coréenne ») et par le conservateur Parti de la liberté de Corée, le principal parti d'opposition.

### Corée du Nord
Les médias d'Etat nord-coréens ont qualifié la visite de Trump d'élément « historique » et « d'événement extraordinaire », et ont largement couvert l'événement pour KCNA, la chaîne de télévision publique, et le journal d’État Rodong Sinmun.
Selon le quotidien Rodong Sinmun, Kim a déclaré : « Une réunion spectaculaire comme celle d'aujourd'hui pourrait avoir lieu en une journée en raison de mon excellente relation amicale avec le président Trump ». Anna Fifield du Washington Post et Nic Robertson de CNN ont décrit la réunion comme une victoire importante de propagande pour Kim,.

### États-Unis
Au cours d'une conférence de presse avec le président sud-coréen Moon Jae-in, Trump a faussement affirmé que « Le président Obama voulait une rencontre et le président Kim ne le voulait pas. L'administration Obama a supplié pour avoir une réunion »,,. L'ancien conseiller adjoint à la sécurité nationale de l'administration Trump, KT McFarland a comparé la réunion Trump-Kim DMZ à la réunion Nixon-Mao en 1972, a rejeté les critiques et a déclaré : « Si Kim ne tient pas ses engagements, je pense qu'il risque de rencontrer des problèmes pour son propre leadership. »
Un certain nombre de démocrates du Congrès américain, candidats à la nomination démocrate à la présidence en 2020 et critiques généraux de Trump, ont critiqué sa décision de rencontrer Kim.
Joe Biden lors de sa campagne a dénoncé Trump pour avoir « dorloté » les dictateurs tout en faisant « de nombreuses concessions pour un gain négligeable ».
La candidate Elizabeth Warren a tweeté : « Notre président ne devrait pas gaspiller l'influence américaine avec les opérations photos et en échangeant des lettres d'amour avec un dictateur sans pitié. ».
Les critiques se sont également opposé à la décision du président de rencontrer Kim deux ans après la mort d'Otto Warmbier, étudiant américain arrêté et emprisonné par la Corée du Nord après avoir été accusé d'avoir volé une affiche de propagande, et victime d'une lésion cérébrale mortelle lors de sa captivité en Corée du Nord,
Les analystes de politique étrangère américains ont généralement critiqué la réunion. Jean H. Lee, directeur du Centre d'histoire et de politiques publiques coréennes, a écrit : « Il y a une raison pour laquelle les anciens présidents ont choisi de ne pas se rendre en Corée du Nord tant qu'ils sont en poste: de telles visites confèrent une légitimité considérable aux Kims. ». Samantha Vinograd, membre du Conseil de sécurité nationale sous l'administration Obama, a déclaré qu'en rencontrant Kim à la DMZ sans conditions préalables, Trump signalait que la Corée du Nord était « une puissance nucléaire normalisée ».
Max Boot, analyste, chroniqueur et grand critique de Trump, a commenté la réunion comme étant d'un « symbolisme totalement dépourvu de substance » et a soutenu que Kim avait profité d'un Trump « crédule » pour améliorer sa propre légitimité.
Le commentateur S. Nathan Park a toutefois estimé que la troisième rencontre entre Trump et Kim constituait un événement positif pour renforcer la confiance, ce qui pourrait être considéré comme « nécessaire pour remettre les négociations, au niveau opérationnel, en route ». Park a écrit que « bien qu'il faille être lucide sur le fait qu'un résultat tangible ne s'est pas encore concrétisé dans la diplomatie nord-coréenne de Trump la patience pourrait avoir des effets plus concrets ».

### Chine
Le ministre chinois des Affaires étrangères, Wang Yi, a qualifié la réunion entre Kim et Trump à la DMZ « d'opportunité rare pour la paix » et a déclaré que le président chinois Xi Jinping avait exhorté les États-Unis à « faire preuve de flexibilité » en assouplissant ses sanctions contre la Corée du Nord par phases progressives, plutôt que d'offrir un allégement des sanctions uniquement lors en cas de désarmement nucléaire complet. Cheong Seong-chang de l'Institut Sejong, un groupe de réflexion sud-coréen, a déclaré que lors de réunions entre Kim et Xi en Corée du Nord, « Xi a promis une coopération économique et une garantie de sécurité pour la Corée du Nord en échange des efforts soutenus de Pyongyang dans les négociations sur la dénucléarisation ». Koh Yu-hwan, professeur d'études nord-coréennes à l'université Dongguk de Séoul, a convenu que Xi avait facilité la réunion entre Trump et Kim.

### Autres
Le Premier ministre japonais, Shinzō Abe, a déclaré que « le Japon soutient le processus de négociation entre les États-Unis et la Corée du Nord depuis leur réunion à Singapour ».
Le leader catholique, le pape François, a qualifié le sommet de « pas de plus dans la marche de la paix » pour la péninsule coréenne et « le monde entier »,,.